# Mèo con

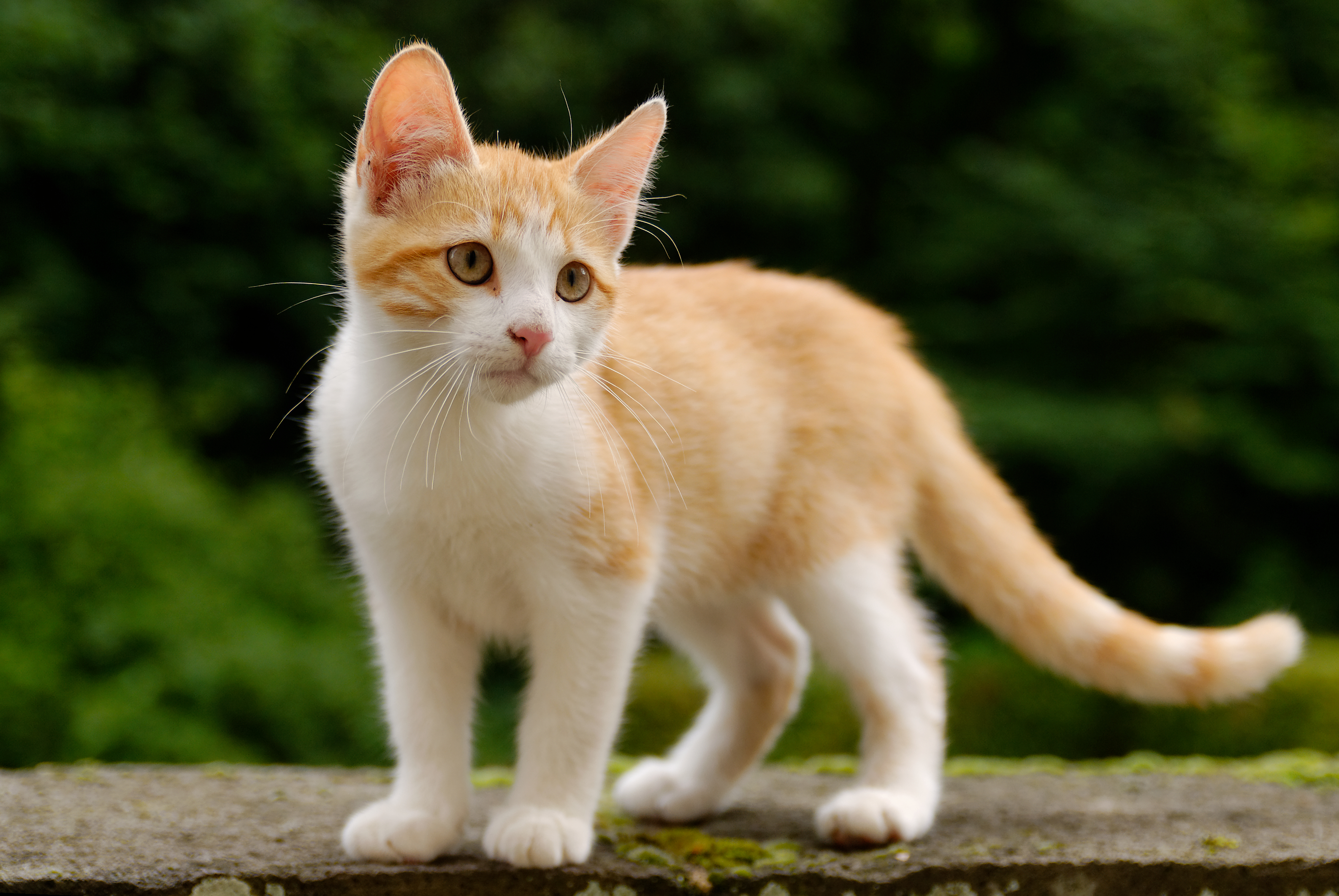
Mèo con khoang vàng

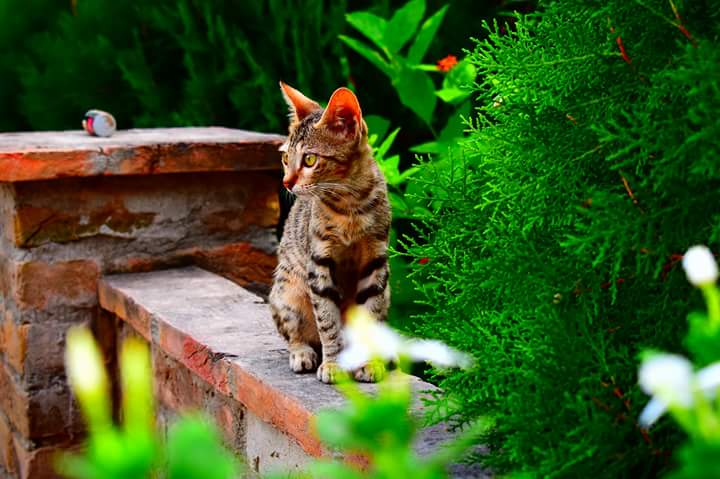
Mèo con, giống mèo mướp (vằn)

Mèo con là một con mèo ở trong giai đoạn tuổi vị thành niên. Sau khi được sinh ra, mèo con hoàn toàn phụ thuộc vào mẹ của chúng để tồn tại và chúng thường không mở mắt cho đến 7 đến 10 ngày sau khi sinh. Sau khoảng hai tuần, mèo con nhanh chóng phát triển và bắt đầu khám phá thế giới bên ngoài. Sau ba đến bốn tuần nữa, chúng bắt đầu ăn thức ăn đặc và mọc răng trưởng thành. Mèo nhà con là những động vật có tính chất xã hội cao và thường tỏ ra thích thú với mối quan hệ "bằng hữu" với con người.
Mèo con đòi hỏi một chế độ kiêng ăn nhiều calo, và cần chứa nhiều protein hơn chế độ ăn của mèo trưởng thành. Mèo con mồ côi cần sữa mèo mỗi khoảng từ 2 đến 4 giờ, và chúng cần các kích thích thể chất để đi vệ sinh và đi tiểu. Có loại sữa thay thế sữa được sản xuất để nuôi mèo con, bởi vì sữa bò không cung cấp tất cả các chất dinh dưỡng cần thiết.
Mèo con được nuôi dưỡng bởi con người có xu hướng thương mến con người tương tự như mèo trưởng thành và đôi khi phụ thuộc vào người hơn những con mèo con được nuôi dưỡng bởi mẹ của chúng, nhưng chúng cũng có thể thể hiện sự thay đổi tâm trạng nhanh chóng giữa vui vẻ và hung hăng. Tùy thuộc vào độ tuổi mà mèo con mồ côi và thời gian chúng không có mẹ, mèo con có thể bị thiếu cân và có thể có vấn đề về sức khỏe sau này trong cuộc sống, chẳng hạn như bệnh tim. Hệ thống miễn dịch bị tổn thương của mèo con mồ côi (do thiếu kháng thể tự nhiên có trong sữa mèo mẹ) có thể làm cho chúng đặc biệt dễ bị nhiễm trùng và khiến cho việc sử dụng thuốc kháng sinh trở nên cần thiết.